# Берлин, я люблю тебя
«Берлин, я люблю тебя» (англ. Berlin, I Love You) — романтическая драма-антология 2019 года со звёздным актёрским составом. Совместное производство Германии и США, фильм является частью серии «Города любви», созданной Эммануэлем Бенбихи.
Фильм выпущен 8 февраля 2019 года в США компанией Saban Films (Saban Capital Group) и 8 августа 2019 — в Германии.

## Сюжет
Десять романтических, фантастических, смешных, драматических историй, действие которых разворачивается в Берлине.

## В ролях
- Кира Найтли — Джейн
- Хелен Миррен — Маргарет
- Люк Уилсон — Бурк Линц
- Джим Стёрджесс — Джаред
- Микки Рурк — Джим
- Дженна Дуан — Мэнди
- Эмили Бичем — Ханна
- Дианна Агрон — Катарина
- Вероника Феррес — Эльза Спик
- Диего Луна — Драг Квин

## Производство
В октябре 2017 года было объявлено, что начались съемки последнего эпизода сериала «Города любви» и завершатся в ноябре. В заявленный актёрский состав вошли Хелен Миррен, Кира Найтли, Джим Стерджесс, Микки Рурк и Диего Луна. Эмили Бичем присоединилась в июне 2018 года. Трейлер, которым поделилась Дайанна Агрон, которая играет главную роль и поставила один эпизод, раскрывает участие Люка Уилсона, Шарлотты Ле Бон и Ивана Реона.
Saban Films приобрела права на распространение фильма в мае 2018 г.
В феврале 2019 года художник Ай Вэйвэй заявил, что его часть в «Берлин, я люблю тебя» была вырезана из-за давления со стороны правительства Китая: «Причина, по которой нас убрали […], заключалась в том, что мой политический статус затруднил работу производственной группы».

## Критика
Берлин, я люблю тебя получил отрицательные отзывы кинокритиков. Он имеет рейтинг одобрения 11 % на сайте агрегатора обзоров Rotten Tomatoes, основанный на 19 обзорах, со средневзвешенным значением 3,8 из 10. На Metacritic фильм имеет рейтинг 34 из 100, основанный на восьми критиках, что указывает на «в целом неблагоприятные отзывы».